# Lambert II de Spoleto
Lambert II de Spoleto (mort el 15 d'octubre de 898) fou duc de Spoleto (Lambert II, 894 – 898), rei d'Itàlia (894 – 898) i emperador d'Occident (894-898). Era el fill de Guiu III de Spoleto.
Va estar associar al seu pare, com a rei i emperador, des d'abril de 892 a Pavia. Quan el seu pare va morir el 894, va regnar en solitari i el va succeir al Ducat de Spoleto.
Va haver de fer front a les pretensions de Berenguer de Friül i Arnulf de Caríntia, que desitjaven obtenir el regne d'Itàlia.
L'any 898, Lambert fou derrotat pel seu rival Berenguer. Va morir assassinat poc després de la batalla.